# Michael Ironside
Frederick Reginald "Michael" Ironside (Toronto, 1950. február 12. –) kanadai színész, filmrendező és forgatókönyvíró. 
Alkata miatt legtöbbször bűnözőket, gátlástalan, ellenszenves figurákat alakított filmekben és televíziós sorozatokban.

## Válogatott filmográfia

### Film
| Év   | Magyar cím                                  | Eredeti cím                                   | Szerep                                  | Magyar hang         |
| ---- | ------------------------------------------- | --------------------------------------------- | --------------------------------------- | ------------------- |
| 1977 |                                             | Outrageous!                                   | részeg                                  |                     |
| 1978 | Szabad az út                                | High-Ballin’                                  | Butch                                   |                     |
| 1978 |                                             | Power Play                                    | vallató                                 |                     |
| 1979 |                                             | Summer’s Children                             | strici                                  |                     |
| 1979 |                                             | Stone Cold Dead                               | meggyilkolt rendőrnyomozó               |                     |
| 1980 |                                             | Deadly Companion / Double Negative            | Edgar                                   |                     |
| 1980 |                                             | Suzanne                                       | Jimmy                                   |                     |
| 1980 |                                             | Coming Out Alive                              | Gateway                                 |                     |
| 1981 | Agyfürkészők                                | Scanners                                      | Darryl Revok                            | Koroknay Géza       |
| 1981 |                                             | Surfacing                                     | Wayne                                   |                     |
| 1982 | Látogatási idő                              | Visiting Hours                                | Colt Hawker                             |                     |
| 1983 |                                             | American Nightmare                            | Skylar őrmester                         |                     |
| 1983 | Űrvadász                                    | Spacehunter: Adventures in the Forbidden Zone | "Főkutya" / "Nagykutya" McNabb          | Harsányi Gábor      |
| 1983 | Űrvadász                                    | Spacehunter: Adventures in the Forbidden Zone | "Főkutya" / "Nagykutya" McNabb          | Varga Tamás         |
| 1985 | Sólyom és a nepper                          | The Falcon and the Snowman                    | FBI-ügynök                              |                     |
| 1986 | Táncos Jo Jo                                | Jo Jo Dancer, Your Life Is Calling            | Lawrence nyomozó                        |                     |
| 1986 | Top Gun                                     | Top Gun                                       | Richard "Jester" Heatherly alparancsnok | Hankó Attila        |
| 1986 | Top Gun                                     | Top Gun                                       | Richard "Jester" Heatherly alparancsnok | Végh Péter          |
| 1987 | Különös kegyetlenséggel                     | Extreme Prejudice                             | Paul Hackett őrmester                   | Szokolay Ottó       |
| 1987 | Hajsza az igazságért                        | Nowhere to Hide                               | Ben Cutter                              | Barbinek Péter      |
| 1987 |                                             | Hello Mary Lou: Prom Night II                 | Bill Nordham igazgató                   |                     |
| 1988 |                                             | Office Party / Hostile Takeover               | Larry Gaylord                           |                     |
| 1988 | Gyilkos kísérlet                            | Watchers                                      | Lem Johnson                             | Tokaji Csaba        |
| 1990 | Total Recall – Az emlékmás                  | Total Recall                                  | Richter ügynök                          | Szakácsi Sándor     |
| 1990 | Fegyenchajsza (Visszavágás)                 | Payback                                       | Pete seriff                             | Konrád Antal        |
| 1991 | Hegylakó 2. – A visszatérés                 | Highlander II: The Quickening                 | Katana tábornok                         | Haumann Péter       |
| 1991 | Hegylakó 2. – A visszatérés                 | Highlander II: The Quickening                 | Katana tábornok                         | Papp János          |
| 1991 | Hegylakó 2. – A visszatérés                 | Highlander II: The Quickening                 | Katana tábornok                         | Szombathy Gyula     |
| 1991 | Bilincstánc                                 | Chaindance                                    | J.T. Blake                              | Papp János          |
| 1991 | McBain                                      | McBain                                        | Frank Bruce                             | Vass Gábor          |
| 1991 | Neon City                                   | Neon City                                     | Harry M. Stark                          | Tordy Géza          |
| 1992 | Fegyvermánia                                | Guncrazy                                      | Mr. Kincaid                             |                     |
| 1992 | Gyilkos portré                              | Killer Image                                  | Luther Kane                             | Juhász Jácint       |
| 1992 | Szenvedélyes bérgyilkosnő                   | Black Ice                                     | Quinn                                   | Barbinek Péter      |
| 1993 | Becsapódási pont (A spanyol rózsa rejtélye) | Point of Impact / Spanish Rose                | Roberto Largo                           | Végvári Tamás       |
| 1993 | Éjféli csapda                               | Night Trap                                    | Bishop                                  | Vass Gábor          |
| 1993 | Szabadítsátok ki Willyt!                    | Free Willy                                    | Dial                                    | Varga T. József     |
| 1993 | Fater élve vagy halva                       | Father Hood                                   | Jerry                                   | Varga Tamás         |
| 1994 | Ments meg, mert ölnöm kell!                 | Save Me                                       | Oliver                                  |                     |
| 1994 | A háború zsoldosai                          | Fortunes of War                               | Carl Pimmler                            | Vass Gábor          |
| 1994 | Modern gladiátor                            | Forced to Kill                                | Wilson seriff                           | Kristóf Tibor       |
| 1994 | Modern gladiátor                            | Forced to Kill                                | Wilson seriff                           | Berzsenyi Zoltán    |
| 1994 | Vörös skorpió 2.                            | Red Scorpion 2                                | West ezredes                            | Papp János          |
| 1994 | Halálos érintés                             | Red Sun Rising                                | Meisler százados                        | Papp János          |
| 1994 | Kegyetlen múlt                              | The Killing Machine                           | Mr. Green                               | Reviczky Gábor      |
| 1994 | Az új karate kölyök                         | The Next Karate Kid                           | Paul Dugan ezredes                      | Uri István          |
| 1994 | Az üvegpajzs (Kopók egymás között)          | The Glass Shield                              | Gene Baker nyomozó                      | Várkonyi András     |
| 1995 | Kőagy őrnagy                                | Major Payne                                   | Stone alezredes                         | Németh Gábor        |
| 1995 | A kerekasztal lurkói                        | Kids of the Round Table                       | Butch Scarsdale                         | Reviczky Gábor      |
| 1996 | Túl gyors, túl fiatal                       | Too Fast Too Young                            | Floyd Anderson százados                 | Reviczky Gábor      |
| 1997 | Chicagói taxi                               | Chicago Cab / Hellcab                         | Al                                      |                     |
| 1997 | Csillagközi invázió                         | Starship Troopers                             | Jean Rasczak hadnagy                    | Konrád Antal        |
| 1998 | Kényszerkezelés                             | Captive                                       | Briscoe nyomozó                         |                     |
| 1998 | A világ legnagyobb tölcsére                 | Desert Blue                                   | Frank Bellows ügynök                    |                     |
| 1998 | Vakságra ítélve                             | Black Light                                   | Frank Schumann felügyelő                | Székhelyi József    |
| 1999 |                                             | The Arrangement                               | Jack Connor                             |                     |
| 1999 | Nyomozati jogkör                            | Question of Privilege                         | Robert Ingram hadnagy                   |                     |
| 1999 | Dél átka                                    | Southern Cross                                | Garrison Carver                         |                     |
| 1999 | Hamis hit                                   | A Twist of Faith                              | Alex Hunt                               | Kertész Péter       |
| 1999 | Az Omega kód                                | The Omega Code                                | Dominic                                 | Jakab Csaba         |
| 2000 |                                             | Heavy Metal 2000                              | Tyler (hangja)                          |                     |
| 2000 | Viharzóna                                   | The Perfect Storm                             | Bob Brown                               | Szersén Gyula       |
| 2000 | Bűn és Bűnhődés Amerikában                  | Crime and Punishment in Suburbia              | Fred Skolnick                           |                     |
| 2001 | Gyilkos felvonó                             | Down / The Shaft                              | Gunter Steinberg                        | Jakab Csaba         |
| 2001 | A kukorica gyermekei 7.                     | Children of the Corn: Revelation              | pap                                     |                     |
| 2001 | Gyilkos összeesküvés                        | Ignition                                      | Jake Russo                              | Albert Péter        |
| 2001 | Szellemi párbaj                             | Mindstorm                                     | Bill Armitage szenátor                  |                     |
| 2001 | Álmatlanul                                  | Dead Awake                                    | Skay                                    |                     |
| 2004 | A gépész                                    | El maquinista                                 | Miller                                  | Szakácsi Sándor     |
| 2005 | Reeker – A halál szaga                      | Reeker                                        | Henry Tuckey                            | Petridisz Hrisztosz |
| 2005 | Sötét vizeken                               | Deepwater                                     | "Walnut"                                | Koroknay Géza       |
| 2005 | Az ismeretlen katona                        | Guy X                                         | Guy X                                   | Csuha Lajos         |
| 2008 | Az ábécés gyilkos                           | The Alphabet Killer                           | Nathan Norcross százados                | Bolla Róbert        |
| 2008 | Az ábécés gyilkos                           | The Alphabet Killer                           | Nathan Norcross százados                | Barbinek Péter      |
| 2008 | Aberrált élvezetek                          | Surveillance                                  | Billings százados                       | Törköly Levente     |
| 2008 | Mutánsok                                    | Mutants                                       | Gauge ezredes                           | Barbinek Péter      |
| 2009 | Terminátor: Megváltás                       | Terminator Salvation                          | Hugh Ashdown tábornok                   | Barbinek Péter      |
| 2009 |                                             | The Butcher                                   | Teddy Carmichael                        |                     |
| 2009 | Bedrótozva                                  | Hardwired                                     | Hal                                     | Reviczky Gábor      |
| 2009 |                                             | The Beacon                                    | Hutton hadnagy                          |                     |
| 2010 | Az élet viharában                           | Eva                                           | Alfonse                                 |                     |
| 2010 | A delfin nyomában                           | Beneath the Blue                              | Blaine kapitány                         | Barbinek Péter      |
| 2011 | X-Men: Az elsők                             | X-Men: First Class                            | százados                                | Konrád Antal        |
| 2012 |                                             | Toti copiii domnului                          | Peter                                   |                     |
| 2013 | Jégbe fagyott gyilkosok                     | Ice Soldiers                                  | Desmond Trump ezredes                   | Barbinek Péter      |
| 2013 |                                             | Stay                                          | Frank                                   |                     |
| 2014 |                                             | Extraterrestrial                              | Travis                                  |                     |
| 2014 | Az örök harcos                              | A Fighting Man                                | Max Wynn                                | Faragó András       |
| 2015 |                                             | Synchronicity                                 | Klaus Meisner                           |                     |
| 2015 |                                             | 88                                            | Knowles seriff                          |                     |
| 2015 |                                             | Turbo Kid                                     | Zeus                                    |                     |
| 2016 |                                             | Patient Seven                                 | Dr. Daniel Marcus                       |                     |
| 2017 |                                             | The Space Between                             | Nick                                    |                     |
| 2017 |                                             | Still/Born                                    | Dr. Neilson                             |                     |
| 2018 |                                             | Alterscape                                    | Dr. Julian Loro                         |                     |
| 2018 |                                             | Knuckleball                                   | Jacob                                   |                     |
| 2018 |                                             | The Convent                                   | A bíró                                  |                     |
| 2020 |                                             | Bloodthirsty                                  | Dr. Swan                                |                     |
| 2020 |                                             | Tin Can                                       | Wayne                                   |                     |
| 2021 | Senki                                       | Nobody                                        | Eddie Williams                          | Törköly Levente     |
| 2023 |                                             | BlackBerry                                    | Charles Purdy                           |                     |

### Televízió
Tévéfilmek
| Év   | Magyar cím                                         | Eredeti cím                                        | Szerep                 | Magyar hang    |
| ---- | -------------------------------------------------- | -------------------------------------------------- | ---------------------- | -------------- |
| 1979 |                                                    | The Family Man                                     | pultos                 |                |
| 1980 |                                                    | Coming Out Alive                                   | Gateway                |                |
| 1983 | Dorian Gray bűnei                                  | The Sins of Dorian Gray                            | Alan Campbell          | Mihályi Győző  |
| 1985 |                                                    | Murder in Space                                    | Neil Braddock kapitány |                |
| 1987 | Az ember és a gép                                  | Ford: The Man and the Machine                      | Harry Bennett          |                |
| 1991 | Két zsaru lesen                                    | Deadly Surveillance                                | Fender                 | Gruber Hugó    |
| 1994 | Zsarugyilkosságok                                  | Probable Cause                                     | Gary Yanuck            | Reviczky Gábor |
| 1996 | Haláltusa                                          | Terminal                                           | Sterling Rombauer      |                |
| 1996 | Szende, mint a halál                               | Portraits of a Killer                              | Ernie Hansen őrmester  | Barbinek Péter |
| 1997 | Johnny 2.0                                         | Johnny 2.0                                         | Frank Donahue          | Gáti Oszkár    |
| 1998 | A félelem hajója                                   | Voyage of Terror                                   | McBride                |                |
| 2001 | Jett Jackson: A film                               | Jett Jackson: The Movie                            | Dr. Kragg              |                |
| 2002 | Vörös riasztás: Embervadászat                      | The Red Phone: Manhunt                             | szektorfőnök           |                |
| 2003 | Hemingway és Callaghan                             | Hemingway vs. Callaghan                            | Harry                  |                |
| 2003 | Vörös riasztás: Sakk-matt                          | The Red Phone: Checkmate                           | Bremer                 |                |
| 2006 | Tűzhányó New Yorkban                               | Disaster Zone: Volcano in New York                 | Levering               |                |
| 2006 | A veterán: Kísért a múlt                           | The Veteran                                        | Mark 'Doc' Jordan      | Reviczky Gábor |
| 2008 | Tomboló vihar                                      | Storm Cell                                         | James                  | Szokolay Ottó  |
| 2010 | A szörny 3.                                        | Lake Placid 3                                      | Tony Willinger seriff  | Fazekas István |
| 2013 | Transformers Prime Beast Hunters: Predacons Rising | Transformers Prime Beast Hunters: Predacons Rising | Ultra Magnusz (hangja) |                |

Sorozatok
| Év        | Magyar cím                         | Eredeti cím                   | Szerep                              | Megjegyzések                                               |
| --------- | ---------------------------------- | ----------------------------- | ----------------------------------- | ---------------------------------------------------------- |
| 1978      |                                    | For the Record                | rendőr                              | 1 epizód                                                   |
| 1979      |                                    | The Littlest Hobo             | Bill                                | 1 epizód                                                   |
| 1983      | A szupercsapat                     | The A-Team                    | Miler Crane                         | 1 epizód                                                   |
| 1983      | Zsarublues                         | Hill Street Blues             | Schrader                            | 1 epizód                                                   |
| 1984      |                                    | V: The Final Battle           | Ham Tyler                           | minisorozat (3 epizód)                                     |
| 1984      |                                    | Mickey Spillane's Mike Hammer | Wade Bennett                        | 1 epizód                                                   |
| 1984–1985 |                                    | V: The Series                 | Ham Tyler                           | 13 epizód                                                  |
| 1985      |                                    | The Hitchhiker                | Lee seriff                          | 1 epizód                                                   |
| 1987      | Alfred Hitchcock bemutatja         | Alfred Hitchcock Presents     | Rick Muldoon hadnagy                | 1 epizód                                                   |
| 1987      |                                    | Race for the Bomb             | Werner Heisenberg                   | minisorozat (2 epizód)                                     |
| 1987      | A veszélyes öböl                   | Danger Bay                    | Charles Fuller                      | 1 epizód                                                   |
| 1988      | Ray Bradbury színháza              | The Ray Bradbury Theater      | Acton                               | 1 epizód                                                   |
| 1990–1994 | Mesék a kriptából                  | Tales from the Crypt          | Jerry / Burrows                     | 2 epizód                                                   |
| 1995–2002 | Vészhelyzet                        | ER                            | Dr. William "Wild Willy" Swift      | 7 epizód                                                   |
| 1995–1996 | SeaQuest DSV – A mélység birodalma | SeaQuest DSV                  | Oliver Hudson kapitány              | 13 epizód                                                  |
| 1997      |                                    | F/X: The Series               | Montree                             | 1 epizód                                                   |
| 1997      | Gyorsan, mint a nyíl               | The Arrow                     | CIA-igazgató                        | - minisorozat - magyar hangja: - Anger Zsolt               |
| 1997–2000 | Superman: A rajzfilmsorozat        | Superman: The Animated Series | Darkseid (hangja)                   | 7 epizód                                                   |
| 1998      | The New Batman Adventures          | The New Batman Adventures     | 1980-as évekbeli Batman (hangja)    | 1 epizód                                                   |
| 1998      |                                    | Witness to Yesterday          | Lenin                               | 1 epizód                                                   |
| 1999      | Halott ügyek                       | Cold Squad                    | Magnus Mulray főnök                 | 1 epizód                                                   |
| 1999–2001 | Végtelen határok                   | The Outer Limits              | Prosser nagykövet / Quince tábornok | 2 epizód                                                   |
| 2000      | Nürnberg                           | Nuremberg                     | Burton C. Andrus ezredes            | - minisorozat (1 epizód) - magyar hangja: - Reviczky Gábor |
| 2000      | Walker, a texasi kopó              | Walker, Texas Ranger          | Nolan "The Chairman" Pierce         | 4 epizód                                                   |
| 2002      | Az utolsó motoros banda            | The Last Chapter              | Bob Durelle                         | minisorozat (6 epizód)                                     |
| 2002      | A körzet                           | The District                  | Dmitri Putin                        | 2 epizód                                                   |
| 2003–2004 | Androméda                          | Andromeda                     | pátriárka                           | 2 epizód                                                   |
| 2003      | Az igazság ligája                  | Justice League                | Darkseid (hangja)                   | 2 epizód                                                   |
| 2004      | Jackie Chan kalandjai              | Jackie Chan Adventures        | vezér (hangja)                      | 1 epizód                                                   |
| 2004      | Rejtélyes vírusok nyomában         | Medical Investigation         | Ben Graybridge                      | 1 epizód                                                   |
| 2004–2010 | Smallville                         | Smallville                    | Sam Lane tábornok                   | 3 epizód                                                   |
| 2005      | M, mint muskétás                   | Young Blades                  | Mazarin bíboros                     | 13 epizód                                                  |
| 2005–2006 | Született feleségek                | Desperate Housewives          | Curtis Monroe                       | 2 epizód                                                   |
| 2006      | Csillagkapu                        | Stargate SG-1                 | Seevis                              | 1 epizód                                                   |
| 2006      | Az igazság ligája: Határok nélkül  | Justice League Unlimited      | Darkseid (hangja)                   | 2 epizód                                                   |
| 2006      | A horror mesterei                  | Masters of Horror             | Mr. Chaney                          | 1 epizód                                                   |
| 2008      | Gyilkos elmék                      | Criminal Minds                | John                                | 1 epizód                                                   |
| 2008–2009 | X-Men – Az újrakezdés              | Wolverine and the X-Men       | Moss ezredes / Dr. Brooks (hangja)  | 6 epizód                                                   |
| 2009      | Döglött akták                      | Cold Case                     | Murillo parancsnok                  | 3 epizód                                                   |
| 2010      | Castle                             | Castle                        | Victor Racine                       | 1 epizód                                                   |
| 2010      | Minden lében négy kanál            | Burn Notice                   | Gregory Hart                        | 1 epizód                                                   |
| 2012      | A törvény embere                   | Justified                     | Sarno                               | 1 epizód                                                   |
| 2012      |                                    | The Haunting Hour: The Series | Margolin                            | 2 epizód                                                   |
| 2012      | Balfékek                           | Community                     | Norbert Archwood ezredes            | 1 epizód                                                   |
| 2013      | Vegas                              | Vegas                         | Porter Gainsley                     | 4 epizód                                                   |
| 2013      | Transformers: Prime                | Transformers: Prime           | Ultra Magnusz (hangja)              | 9 epizód                                                   |
| 2014      | Rake – Veszett ügyek               | Rake                          | Victor                              | 1 epizód                                                   |
| 2015      | Flash – A Villám                   | The Flash                     | Lewis Snart                         | 1 epizód                                                   |
| 2016      | Tini nindzsa teknőcök              | Teenage Mutant Ninja Turtles  | Zanmoran császár (hangja)           | 1 epizód                                                   |
| 2016      |                                    | Tokyo Trial                   | Douglas MacArthur tábornok          | minisorozat (4 epizód)                                     |
| 2017      | Váltságdíj                         | Ransom                        | Freddie Woods                       | 3 epizód                                                   |
| 2018      | Az elmeorvos                       | The Alienist                  | J. P. Morgan                        | 4 epizód                                                   |
| 2018      | Rólunk szól                        | This Is Us                    | Pearson nagypapa                    | 1 epizód                                                   |
| 2019      | Hawaii Five-0                      | Hawaii Five-0                 | Robert Castor                       | 1 epizód                                                   |
| 2020–2023 | Harley Quinn                       | Harley Quinn                  | Darkseid (hangja)                   | 4 epizód                                                   |
| 2021      |                                    | Hidden Assets                 | Richard Melnick                     | 6 epizód                                                   |
| 2022      | A kibukott                         | The Dropout                   | Don Lucas                           | minisorozat (4 epizód)                                     |
| 2022–2023 | Barry                              | Barry                         | Andrei                              | 2 epizód                                                   |

### Videójátékok
| Év   | Cím                                          | Szerep                | Megjegyzések                |
| ---- | -------------------------------------------- | --------------------- | --------------------------- |
| 2000 | Project I.G.I.                               | David Llewellyn Jones | nincs feltüntetve           |
| 2002 | Run Like Hell                                | Mason parancsnok      |                             |
| 2002 | Tom Clancy’s Splinter Cell                   | Sam Fisher NSA-ügynök |                             |
| 2004 | Tom Clancy’s Splinter Cell: Pandora Tomorrow | Sam Fisher NSA-ügynök | magyar hangja Forgács Péter |
| 2005 | Tom Clancy’s Splinter Cell: Chaos Theory     | Sam Fisher NSA-ügynök |                             |
| 2006 | Tom Clancy’s Splinter Cell: Essentials       | Sam Fisher NSA-ügynök |                             |
| 2006 | Tom Clancy’s Splinter Cell: Double Agent     | Sam Fisher NSA-ügynök |                             |
| 2007 | TimeShift                                    | Dr. Krone             |                             |
| 2007 | Command & Conquer 3: Tiberium Wars           | Jack Granger tábornok |                             |
| 2010 | Tom Clancy’s Splinter Cell: Conviction       | Sam Fisher NSA-ügynök |                             |
| 2018 | Tom Clancy’s Ghost Recon: Wildlands          | Sam Fisher NSA-ügynök | motion capture              |
| 2018 | Lego DC Super-Villains                       | Darkseid              |                             |
| 2020 | Tom Clancy’s Ghost Recon Breakpoint          | Sam Fisher NSA-ügynök | motion capture              |